# 中村貞吉
中村 貞吉（なかむら さだきち、1877年〈明治10年〉8月18日 - 1931年〈昭和6年〉2月26日）は、日本の政治家。衆議院議員（1期）。

## 経歴
新潟県三島郡、のちの大河津村出身。土木建築請負業を営む。三島郡議、同参事会員、所得税調査委員となる。
1924年の第15回衆議院議員総選挙において新潟8区から憲政会公認で立候補して当選した。衆議院議員を1期務めた。1928年の第16回衆議院議員総選挙には立候補しなかった。1931年死去。